# Еталон модринового насадження (пам'ятка природи)
Еталон модринового насадження — ботанічна пам'ятка природи місцевого значення. Об'єкт розташований на території Долинського району Івано-Франківської області, Витвицьке лісництво, квартал 2, виділи 12, 15.
Площа — 2,8000 га, статус отриманий у 1972 році.